# Озза (вулкан)
Озза (лат. Ozza Mons) — це неактивний вулкан на планеті Венера поблизу екватора розміщений в області Атли, квадрангл V-26.
У 2015 році в зоні розколів каньйону Ганіс поблизу вулканів Озза та Маат було виявлено чотири мінливі гарячі точки, що можуть свідити про сучасну вулканічну активність. Однак правильно інтерпретувати ці спостереження через товстий шар хмар неможливо.
Вулкан названий на честь перської богині.